# Landhaus Bautzner Straße 99

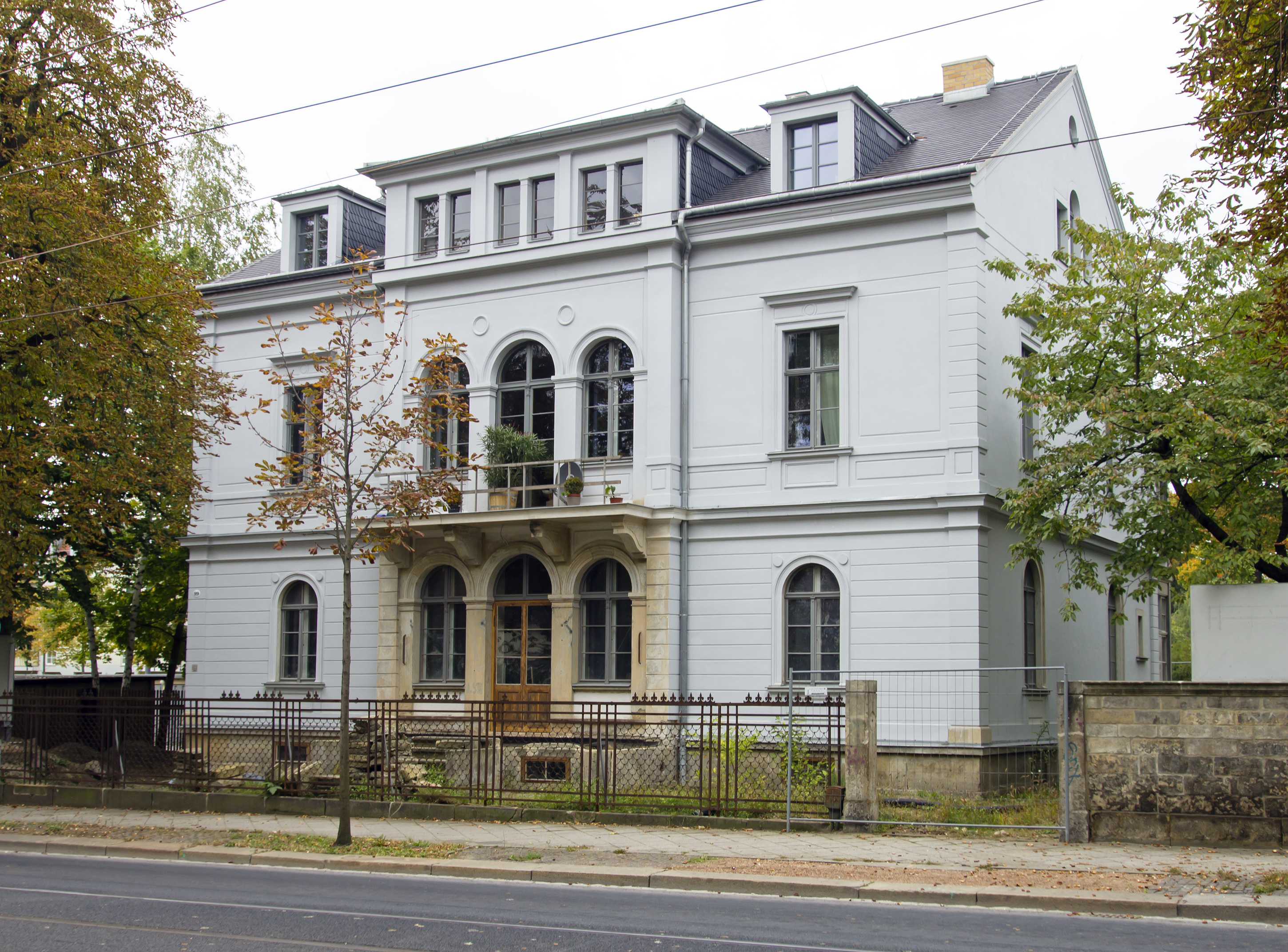
Landhaus Bautzner Straße 99

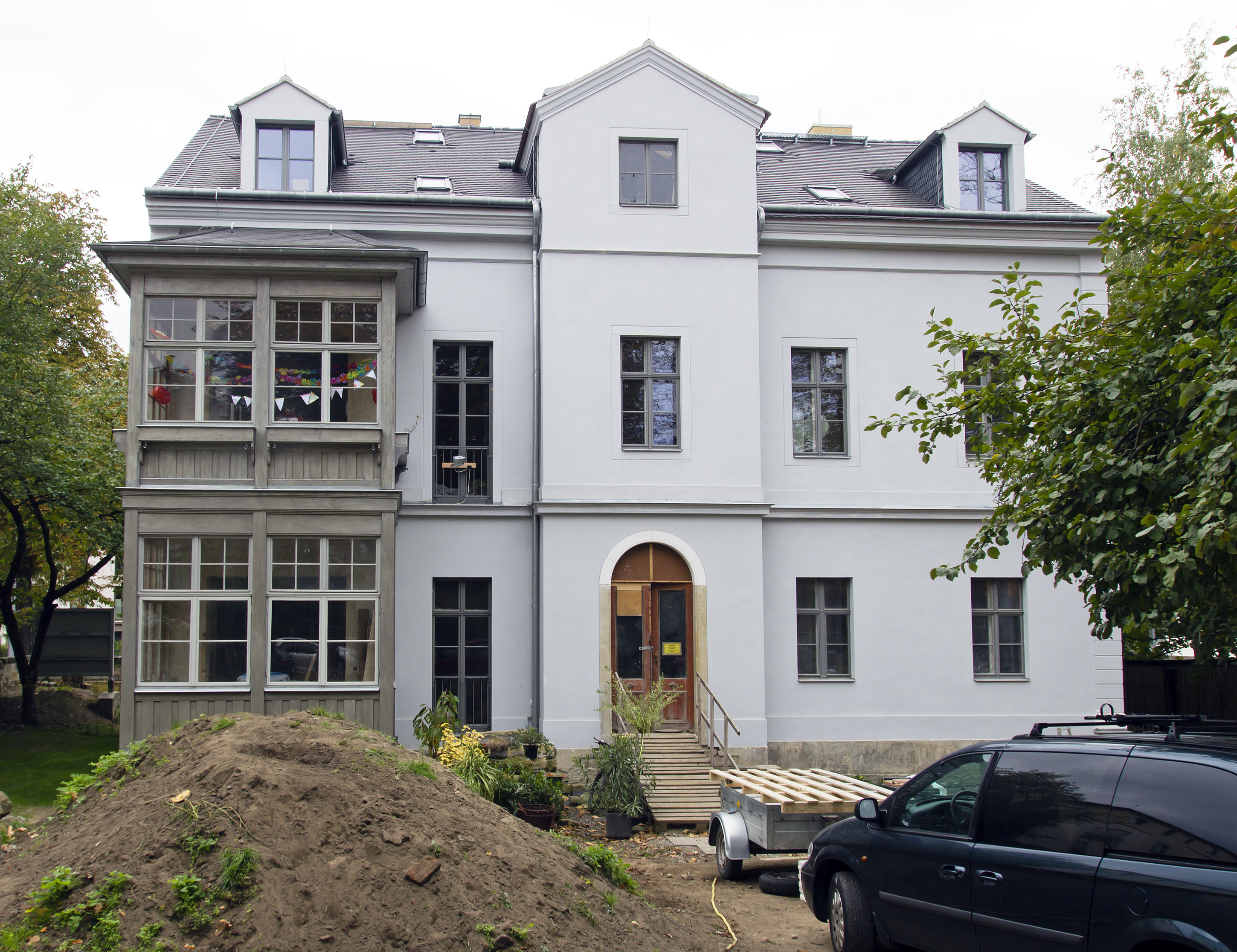
Rückseite

Das Landhaus Bautzner Straße 99 ist ein 1857 erbautes Wohnhaus im Preußischen Viertel in Dresden. Das für den Apotheker Ernst Ludwig Opitz erbaute villenartige Gebäude steht heute unter Denkmalschutz. Das Haus befindet sich kurz vor der Kreuzung mit der Stolpener Straße, sein Gartengrundstück grenzt an die Radeberger Straße.

## Beschreibung
Das zweigeschossige Gebäude mit teilweise ausgebautem Dachgeschoss verfügt über einen Mittelrisaliten mit einem relativ flachen Zwerchhaus über dem verkröpften Dachgesims. Der Risalit nimmt etwa ein Drittel der Gebäudebreite ein und zeigt im Erdgeschoss und ersten Obergeschoss eine Rundbogentür zwischen zwei Rundbogenfenstern. Im ersten Obergeschoss gehen Tür und Fenster auf einen Balkon, im Erdgeschoss auf eine in den Vorgarten führende niedrige Treppe. Das Erdgeschoss ist in Sandstein ausgeführt, ebenso wie alle Fenstergewände und die Verdachung der Fenster im Obergeschoss.
Auf der verputzten Gartenseite befindet sich ein nur einachsiger, schmalerer Risalit, der ebenfalls in ein Zwerchhaus übergeht. Links daneben befindet sich ein über beide Fensterachsen gehender zweigeschossiger hölzerner Wintergarten.

## Geschichte
Das Gebäude gehört zur ersten Bauphase des Preußischen Viertels entlang der heutigen Bautzner Straße. Die Erschließung des Viertels durch Straßen begann erst nach 1860. Der Stadtplan von 1849 zeigt neben dem südlich der heutigen Bautzener Straße gelegenen Linckeschen Bad und einer Kaffeefabrik am östlichen Prießnitzufer noch keine Bebauung. Lediglich die „Straße nach Bautzen“ und die Radeberger Straße waren als Landstraßen bereits vorhanden. Zur Zeit der Erbauung hieß dieser Teil der Bautzner Straße Schillerstraße, das Landhaus hatte die Adresse Schillerstraße 4.
Schon seit der Erbauung wurden der erste Stock und die Dachwohnung vermietet. Im Jahr 1861 bewohnte der Bauherr Ernst Ludwig Opitz das Parterre des Gebäudes. Im ersten Obergeschoss lebte die Witwe Therese Schweighofer, in der Dachwohnung darüber der im Adressbuch als Restaurateur bezeichnete C. Hopfe.
Seit etwa 1995 stand das Gebäude leer, der Garten verwilderte. An der Bausubstanz entstanden durch den langen Leerstand, unzureichende Sicherung, eindringendes Wasser und einen Brand im Obergeschoss gravierende Schäden. Im April 2010 wurde das in der Denkmalliste geführte Gebäude verkauft und saniert und wird jetzt als Kunstauktionshaus für SCHMIDT Kunstauktionen Dresden, genutzt.